# Домовый сыч
Домо́вый сыч, или домовой сыч (лат. Athene noctua) — вид хищных птиц семейства совиных. Выделяют 13 подвидов. Русское название вид получил за то, что часто может поселяться в человеческих постройках.

## Внешний вид
Домовый сыч достигает длины 21—23 см; размах крыльев 54—58 см. Самцы весят 162—177 г, а самки от 166 до 206 г. Хвост длиной от 7 до 9,5 см. Самцы и самки окрашены одинаково: спина светло-бурая или песочная, на плечевых перьях округлые белые пятна, брюхо белое с буроватыми продольными пестринами. Имеются заметные беловатые брови. Глаза от серо-жёлтого до бледно-жёлтого цвета. Хвост тёмно-коричневый, горло белое, с узким коричневым воротником внизу. Лицевой диск выражен слабо.

## Места обитания
Распространён в Центральной и Южной Европе, Северной Африке и Азии (исключая Северную). В России встречается в средней и южной полосе Европейской части, а также в Средней Азии, Казахстане, Южном Алтае, Туве и Забайкалье. Численность популяции оценивается в 5,0—10,0 млн взрослых особей. По оценкам, в Европе насчитывается 1,24—2,34 млн взрослых особей.

## Образ жизни

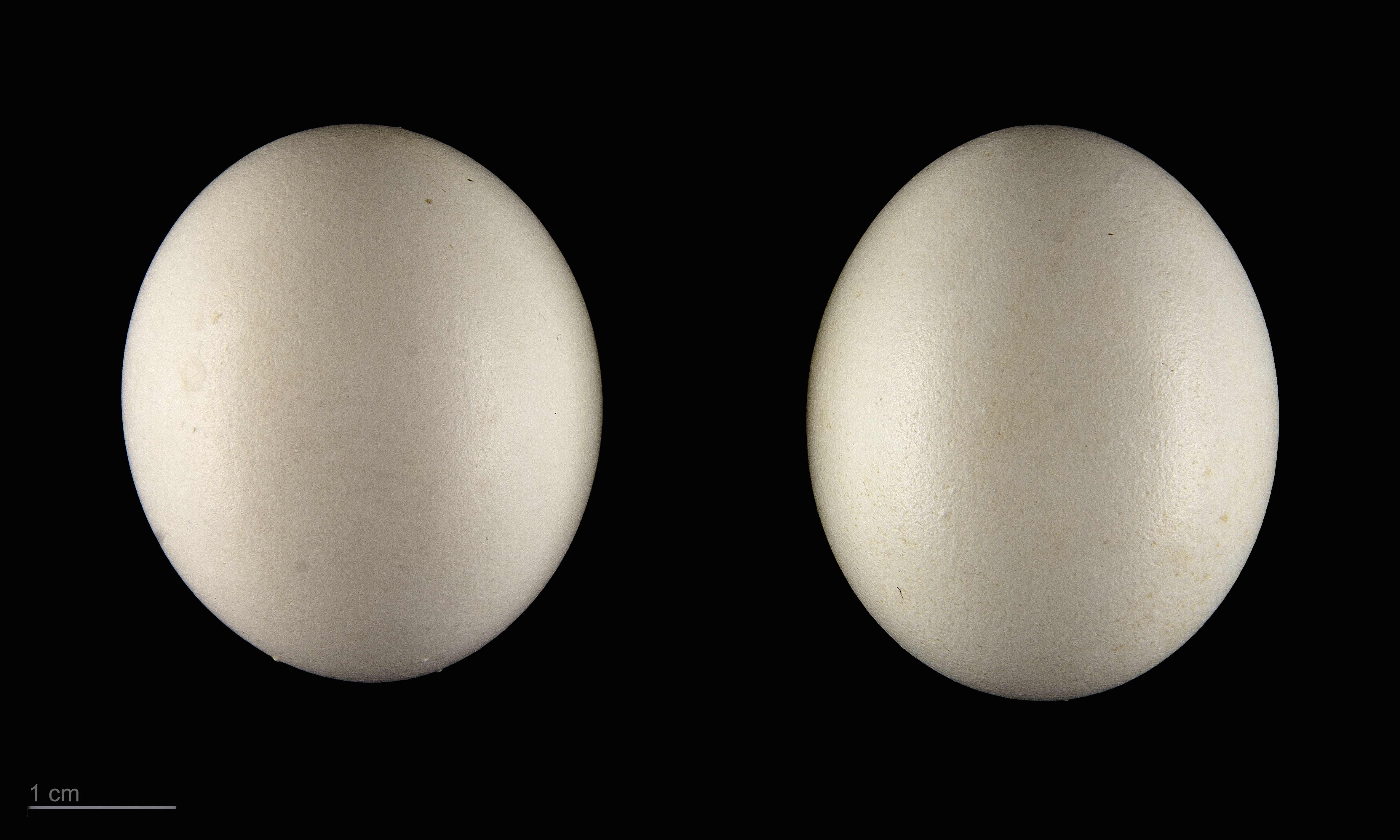
яйцо Athene noctua vidalii - Тулузский музей

Часто селится у жилья, гнездится в постройках; на востоке обитает в сухих степях и пустынях, гнездится в норах, пнях, грудах камней и т. п. Живёт оседло. Как и многие другие сычи, держится скрытно. В кладке 4−6 яиц. Яйца насиживает самка в течение 25—28 дней, птенцы покидают гнездо через 5-7 недель, ещё полностью не оперившиеся и могут летать ещё через 1—2 недели, а через 2—3 месяца становятся независимыми и готовыми покинуть родительскую территорию.
Домовый сыч питается мелкими грызунами, насекомыми, ящерицами, дождевыми червями, реже птицами. В поисках пищи часто передвигается по земле; может накапливать еду про запас. Проявляет голосовую активность почти весь год, но особенно активен в период ухаживания. Продолжительность жизни — до 16 лет. Домовый сыч приручаем, птицы этого вида нередко содержатся в качестве декоративной птицы.

## В культуре
- Домовый сыч — символ богини Афины и её атрибут.
- По легенде, домовый сыч предрёк гибель Юлия Цезаря[6].
- В 1992 году в Нидерландах домовый сыч появился в качестве водяного знака на 100-гульденовой купюре[7].

В сезон спаривания они больше кричат по ночам.